# 乔丹·克莱珀尔

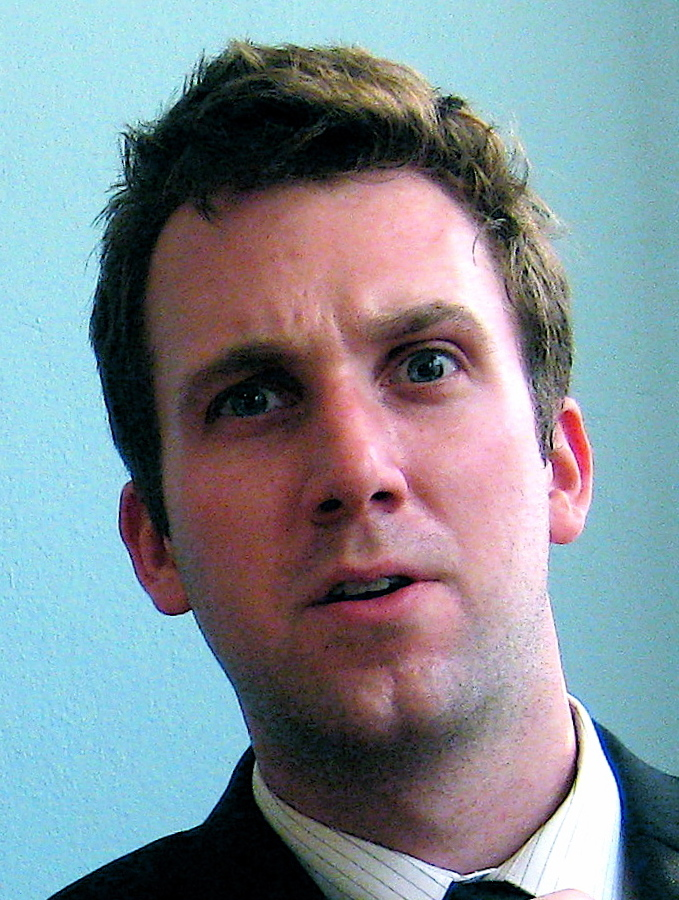
乔丹·克莱珀尔

乔丹·克莱珀尔（英語：Jordan Klepper）是一位美国单口秀表演者。他现就职于每日秀。
乔丹来自卡拉马祖，他毕业于卡拉马祖中心高中和卡拉马祖大学。2014年3月3日，他在每日秀表演了他的首秀。